# 하트 보크너
하트 보크너(Hart Bochner, 1956년 10월 3일 ~ )는 캐나다의 배우, 영화 감독, 영화 각본가, 제작자이다.

## 출연 작품

### 영화
- 브레이킹 어웨이 (1979)
- 공포의 수학 열차 (1980)
- 여인의 계단 (1981)
- 와일드 라이프 (1984)
- 슈퍼걸 (1984)
- 다이하드 (1988)
- 운명의 칵테일 (1990)
- 여기보다 어딘가에 (1999)
- 저격자 (2002)
- S러버 (2009)

### 텔레비전
- 스캔들 (2015)